# Lista primarilor Slatinei
Aceasta este lista primarilor din Slatina.
| Nume              | De la         | Până la    | Partid | Note |
| ----------------- | ------------- | ---------- | ------ | ---- |
| Gheorghe Păunescu |               | iunie 2004 | PSD    |      |
| Darius Vâlcov     | 20 iunie 2004 | Prezent    | PD     |      |

## Legături externe
- Conducătorii orașului Slatina – de la Vintilă Vodă (1530) și până-n zilele noastre!